# Arbeiderspartij van Ethiopië
De Arbeiderspartij van Ethiopië (Amhaars: የኢትዮጵያ ሠራተኞች ፓርቲ, Ye Ityopia Serategnoch Parti) is een politieke partij in Ethiopië, van 1984 tot 1990 was de Arbeiderspartij de enige wettelijke partij in het land.

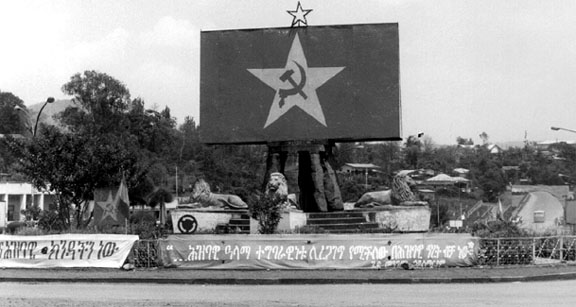
Een revolutionair monument in Ethiopië